# مهرداد نبیلی
مهرداد نبیلی (زاده ۱۳۱۱ شمسی، اهواز، ایران - درگذشته ۷ اردیبهشت ۱۳۸۳، پراگ، جمهوری چک)، مترجم، نویسنده، روزنامه نگار و آموزگار ایرانی بود.

## زندگی

### کودکی و نوجوانی
نبیلی در اهواز زاده شد.تحصیلات ابتدایی را در دبستان جمشید جم تهران گذراند ؛ پدرش که مسئولیت صفحات فارسی روزنامه شیپور را برعهده گرفته بود وقتی مهرداد دوازده ساله بود درگذشت و مادرش او را به مدرسه انگلیسی‌ها در کراچی -که آن زمان یکی از شهرهای هند بود- منزل یکی از آشنایان فرستاد  و دوره دبیرستان را همان‌جا گذراند.

### بازگشت به ایران
پس از گرفتن دیپلم دانشگاه کمبریج در کراچی در سال ۱۳۲۹ خورشیدی به ایران آمد و به همکاری با مجله صبا به سردبیری ابوالقاسم پاینده پرداخت. در سال ۱۳۳۴ دوره لیسانس ادبیات انگلیسی را در دانشگاه تهران تمام کرد و با بورسیه بانک ملی به انگلستان رفت و در مدرسه اقتصاد و علوم سیاسی لندن تحصیل آغاز کرد. در سال ۱۳۳۹ فارغ التحصیل شد و در بانک مرکزی ایران شروع به کار کرد و در سال ۱۳۵۹ از آن‌جا بازنشسته شد.

### پس از انقلاب
نبیلی پس از انقلاب در اوایل دهه ۶۰ به انگلستان رفت و تا اواخر دهه با رادیو بخش فارسی بی‌بی‌سی همکاری می‌کرد ؛ در رادیو بی‌بی‌سی به تولید برنامه‌های فرهنگی و ادبی همت گماشت؛ برنامه‌هایی مثل سریال رادیویی بر اساس داستانهای هزار و یک شب، برنامه‌هایی براساس ترجمه داستان‌های کوتاه از نویسندگان نامدار ادبیات جهان و نیز مجله شفاهی که برنامه‌ای طنز سیاسی بود با مضمون شوخی با سیاستمداران که با طنزی گزنده گفته‌هاشان را به بازی می‌گرفت. نبیلی دکترای آموزش داشت و پیش از انقلاب تا چند سال بعد از آن مدرسه‌ای بین‌المللی به نام کوروس را در تهران اداره می‌کرد.

## آثار
نبیلی به گفته کریم امامی از تسلط کم‌نظیری بر زبان انگلیسی برخوردار بود و آثار زیر از جمله ترجمه‌های اوست:
- سامرست موام، لبه تیغ، تهران: امیرکبیر، کتاب‌های جیبی،  ۱۳۴۱.
- آرتور کوستلر، از ره رسی‍دن و بازگش‍ت، ته‍ران: امی‍رکب‍یر، کت‍ابه‍ای جی‍بی؛ موسس‍ه انت‍شارات فرانک‍لی‍ن، ۱۳۴۷.
- فردیناند لین، جهان حشرات، تهران:نیل: دانس‍تن‍یه‍ای جه‍ان عل‍م.(تاریخ؟).
- فرانسیس میسن، از جان گذشتگان، تهران: مجموعه گردونه تاریخ. (تاریخ؟).
- استوارت هالبروک، دیوی کراکت: مرزبان دلاور، تهران: مجموعه گردونه تاریخ.(تاریخ؟).
- جیمز هیلتون، افق گمشده، تهران، (ناشر و تاریخ؟).
- چارلز دیکنز، داستان دو شهر، تهران: نشر و پژوهش فرزان روز، ۱۳۸۱.[۵]

## پانوشت‌ها
1. ↑  درگذشت مهرداد نبیلی، نویسنده و مترجم در ۷۰ سالگی، رادیو فردا
2. 1 2 3  یادی از مهرداد نبیلی، مترجم و همکار سابق بی بی سی - وبگاه بی بی سی فارسی
3. ↑  مقدمه ایی بر ترجمه «داستان دو شهر»، بخارا فروردین ۱۳۸۳ شماره ۳۵
4. ↑  کریم امامی،  ترجمه «داستان دو شهر» دیکنز و قصه غم انگیز یک ویرایش ناروا ، بخارا، فروردین ۸۳، شماره ۳۵
5. ↑  شکل چاپ شده این ترجمه به دلیل این که ویراستار نشر "فرزان روز" در نثر مترجم تغییراتی داده  بود، مورد تایید خود مهرداد نبیلی نبود.